# Michel Hulin
Pour les articles homonymes, voir Hulin.
Pour le physicien, voir Michel Hulin.
Michel Hulin est un philosophe français, né le 31 janvier 1936. Il est spécialiste de la philosophie indienne.

## Biographie
Ancien élève de l'École normale supérieure (section Lettres, promotion 1956), docteur en philosophie (1977), Michel Hulin est professeur émérite à l'université Paris-Sorbonne, dont il a occupé la chaire de philosophie de 1981 à 1998. 
Ses travaux portent sur la philosophie indienne classique  , il est plus particulièrement sur l'Advaïta védanta (c'est-à-dire le vedanta dit « non-dualiste ») mais aussi sur des textes shivaïtes d’inspiration tantrique. Par ailleurs, il s'intéresse aux problèmes épistémologiques et métaphysiques que posent la rencontre des traditions de pensée européenne et asiatique.

## Ouvrages
- Le Principe de l'ego dans la pensée indienne classique : La notion d'ahamkara, Paris, Collège de France, coll. « Institut de Civilisation Indienne », 1978, 375 p. (lire en ligne)
- Hegel et l'Orient suivi de la traduction annotée d'un essai de Hegel sur la Bhagavad-Gîtâ, Paris, Vrin, coll. « Bibliothèque d'histoire de la philosophie », 1979, 224 p. (ISBN 978-2-711-60371-8, présentation en ligne)
- La Doctrine secrète de la déesse Tripura : Section de la connaissance  (trad. du sanskrit avec introduction et notes par M. Hulin), Paris, Fayard, 1979, 239 p. (ISBN 978-2-213-00812-7)
- La Face cachée du temps : l'imaginaire de l'au-delà, Paris, Fayard, 1985, 413 p. (ISBN 978-2-213-01552-1)
- Sept récits initiatiques tirés du yoga-vasistha, Paris, Berg International, 1987 (ISBN 978-2-900-26943-5)
- La mystique sauvage. Aux antipodes de l'esprit, Paris, PUF], coll. « Quadrige », 2008 [1993], 313 p. (ISBN 978-2-130-57115-5)
- Qu'est-ce que l'ignorance métaphysique (dans la pensée hindoue)? Śaṅkara, Paris, Vrin, 1994, 126 p. (ISBN 978-2-711-61182-9, lire en ligne)
- L'Inde inspiratrice : Réception de l'Inde en France et en Allemagne, XIXe – XXe siècles, Strasbourg, Presses universitaires de Strasbourg, 1997, 228 p. (ISBN 978-2-868-20659-6)
- L'Inde des Sages : Les plus beaux textes de l'hindouisme et du bouddhisme, Paris, Éd. du Félin, 2000, 234 p. (ISBN 978-2-848-98114-7)
- Comment la philosophie indienne s'est-elle développée ? La querelle brahmanes-bouddhistes, Paris, Éd. du Panama, 2008, 197 p. (ISBN 978-2-755-70094-7)
- La Bhagavad-Gita, suivie du Commentaire de Śaṅkara (extraits)  (trad. du sanskrit par Émile Senart, révisée et commentée par Michel Hulin; Śaṅkara: trad. et présentation de M. Hulin), Paris, Points, coll. « Points Sagesses », 2010, 284 p. (ISBN 978-2-757-81483-3)
- Shankara et la non-dualité, Paris, Almora, 2017, 265 p. (ISBN 978-2-351-18320-5)
- Au jour du grand passage que ferez-vous de votre corps? Entretiens avec Philippe de Tonnac, L'Isle-sur-la-Sorgue, Bois d'Orion, 2018, 218 p. (ISBN 978-2-909-20172-6)